# Åbo och S:t Karins kyrkliga samfällighet
Åbo och S:t Karins kyrkliga samfällighet (finska: Turun ja Kaarinan seurakuntayhtymä) är en lokal förvaltningsenhet inom Evangelisk-lutherska kyrkan i Finland. I samfälligheten ingår evangelisk-lutherska församlingar i Åbo och S:t Karins. År 2022 hade alla församlingar inom samfälligheten tillsammans cirka 139 000 medlemmar vilket motsvarade cirka 59 procent av städernas invånarantal samma år.

## Församlingar

Församlingar i Åbo och S:t Karins.

Lista över församlingar inom Åbo och S:t Karins kyrkliga samfällighet:
1. Åbo domkyrkoförsamling
2. Mikaelsförsamlingen
3. Martinsförsamlingen
4. Henriksförsamlingen
5. Katarinaförsamlingen
6. S:t Marie församling
7. Patis församling
8. S:t Karins församling
9. Pikis församling
10. Åbo svenska församling

Församlingar 1–9 är finskspråkiga och endast Åbo svenska församling är svenskspråkig. Alla församlingar utom Åbo svenska församling, som hör till Borgå stift, tillhör Åbo ärkestift. Åbo svenska församling har verksamhet i hela Åbo stad och S:t Karins stad.